# Kai Stratznig
Kai Lukas Stratznig (* 15. dubna 2002) je rakouský fotbalista, který hraje jako záložník za First Vienna FC 1894.

## Klubová kariéra
Před sezónou 2016/17 se připojil k akademii Wolfsbergeru. V březnu 2019 debutoval za B-tým proti FC Wels. Do konce sezóny 2018/19 odehrál 11 zápasů ve třetí lize.
Dne 10. června 2020 debutoval za A-tým v Bundeslize, nastoupil jako náhradník za Romana Schmida v 75. minutě zápasu s TSV Hartberg. V základní jedenáctce se poprvé objevil dne 21. června v zápase proti Red Bullu Salzburg, který skončil remízou 2:2.
V únoru 2022 utrpěl zranění kotníku v zápase proti Red Bullu Salzburg. Na konci sezóny 2021/22 mu skončila smlouva s Wolfsbergerem a klub opustil.
Dne 23. února 2023 podepsal smlouvu s First Vienna FC 1894.

## Reprezentační kariéra
V březnu 2021 Stratznig debutoval za reprezentaci Rakouska do 21 let proti Saúdské Arábii.